# Varaz-Tiroç II Bagratouni
Varaz-Tiroç II Bagratouni (en arménien Վարազ-Տիրոց Բ Բագրատունի ; né vers 590, mort en 645) est un prince arménien de la famille des Bagratides, sparapet en 616, marzban d'Arménie de 628 à 634 et prince d'Arménie en 645.

## Biographie
Varaz-Tiroç est le fils de Smbat IV Bagratouni, qui est marzban d'Arménie et d'Hyrcanie de 599 à 607. À partir de 624, l'empereur byzantin Héraclius se lance dans une offensive d'envergure contre la Perse et conquiert l'Arménie en 627. En 628, le roi sassanide Kavadh II nomme Varaz-Tiroç II marzban d'Arménie, mais ce dernier finit par se rapprocher des Byzantins. Le nakharar Mejèj Gnouni, général des armées de l'Arménie byzantine nommé par Héraclius, le couvre de calomnies, mais l'empereur ne s'y laisse pas prendre. Cependant, Varaz-Tiroç se laisse prendre aux intrigues byzantines et prend part à une conspiration d'un fils bâtard, Athalarichos, et d'un neveu (Théodore) de l'empereur visant à renverser ce dernier. Héraclius déjoue le complot, démet Varaz-Tiroç de ses fonctions et l'exile en Afrique. Rappelé sur la demande de Théodoros Rechtouni, il est cependant assigné à résidence à Constantinople, mais s'évade et se réfugie en Arménie.
La Perse, épuisée par la guerre contre Byzance, n'est plus en mesure de résister à l'avancée de l'islam et son empire chute en 642. La même année, un raid arabe prend Dvin, la capitale de l'Arménie, la pille et en ramène de nombreux captifs. Le marzban Théodoros Rechtouni lutte difficilement contre les Arabes et refuse de livrer Varaz-Tiroç à l'empereur. Bien au contraire, connaissant ses capacités à gérer la situation, il lui offre le gouvernement de l'Arménie[pas clair]. Pour se concilier la noblesse arménienne, l'empereur Constant II accepte, accorde en 645 son pardon à Varaz-Tiroç et le fait marzban, titre qu'il transforme en « prince d'Arménie ». Mais Varaz-Tiroç meurt avant d'entrer en fonction, et l'empereur renomme à sa place Théodoros Rechtouni. 
Selon l'historienne Parvaneh Pourshariati, Varaz-Tiroç II, qui exerçait des commandements dans les armées sassanides contre les envahisseurs arabes lors des batailles de Jalula (637) et de Nihavand (642), est tué lors du combat de Waj Rudh qu'elle date de 642/643.
Smbat V, le fils de Varaz-Tiroç, hérite des autres titres de son père, et épouse une fille de Manouel Arsakouni, descendant probable des rois arsacides d'Arménie et parent probable de l'empereur Constant II.